# Indij
Indij je kemični element s simbolom In in atomskim številom 49. Indij je najmehkejša od ne-alkalnih kovin. Ima srebrno bel videz, ki spominja na kositer. Ta prehodna kovina predstavlja 0,21 delov na milijon zemeljske skorje. Indij ima tališče višje od natrija in galija, vendar nižje od litija in kositra. Kemično je indij podoben galiju in taliju in je po svojih lastnostih večinoma med njima.  Indij sta leta 1863 s spektroskopskimi metodami odkrila Ferdinand Reich in Hieronymous Theodor Richter. Imenovala sta element indij zaradi indigo modre črte v njegovem spektru. Indij je bil izoliran naslednje leto.
Indij je manjša sestavina v rudah cinkovega sulfida in se pridobiva kot stranski produkt pri prečiščevanju cinka. Najbolj se uporablja v industriji polprevodnikov, v kovinskih zlitinah z nizkim tališčem, kot so spajke, v visoko vakuumskih tesnilih iz mehkih kovin in pri izdelavi prozornih prevodnih prevlek iz indijevega kositrovega oksida (ITO) na steklu. Indij velja za tehnološko pomemben element .
Indij vloge v biologiji nima. Njegove spojine so strupene, kadar se vbrizgajo v krvni obtok. Večina poklicne izpostavljenosti je prek zaužitja, ker se indijske spojine ne absorbirajo dobro, in prek vdihavanja, pri čemer se zmerno absorbirajo.

## Lastnosti

### Fizikalne lastnosti
Indij je srebrno bela, lahko kovna prehodna kovina s svetlim sijajem.  Element je tako mehak (Mohsova trdota 1,2), da ga je tako kot natrij mogoče rezati z nožem. Na papirju pusti tudi vidno črto.  Je član skupine 13 v periodnem sistemu in njegove lastnosti večinoma vmes med sosedoma levo in desno, galijem in talijem. Tako kot kositer se tudi pri upogibanju indija zasliši močno škripanje - prasketanje zaradi drsenja kristalov. Tako kot galij lahko tudi indij omaka steklo. Indij ima podobno tudi nizko tališče, 156,60 ° C (313,88 ° F); je višje od lažjega homologa galija, vendar nižje od težjega homologa talija in nižje od kositra.  Vrelišče je 2072 ° C (3762 ° F), višje kot pri taliju, vendar nižje od galija. 
Gostota indija, 7,31 g / cm 3 je tudi večja od galija, vendar nižja od talija. Pod kritično temperaturo, 3,41 K, indij postane superprevodnik. Indij kristalizira v telesu usmerjenem tetragonalnem kristalnem sistemu v vesoljski skupini I 4 / mmm ( parametri rešetke : a = 325 pm, c = 495 pm):  to je rahlo deformirana FCC struktura, kjer ima vsak atom indija štiri sosede na razdalji 324 pm in osem sosedov nekoliko dlje (336 pm).  Indij ima večjo topnost v tekočem živem srebru kot katera koli druga kovina (več kot 50 masnih odstotkov indija pri 0 ° C).  Indij kaže duktilni viskoplastični odziv, ki je neodvisen od velikosti napetosti in tlaka. 

### Kemične lastnosti
Indij ima 49 elektronov z elektronsko konfiguracijo [ Kr ] 4d 10 5s 2 5p 1. V spojinah indij najpogosteje podari tri najbolj oddaljene elektrone, da postane indij (III), In3+. V nekaterih primerih se par 5s-elektronov ne donira, kar ima za posledico indij (I), In+. Stabilizacijo monovalentnega stanja pripisujejo učinku inertnega para, pri katerem relativistični učinki stabilizirajo 5s-orbitalo, kot je opaziti pri težjih elementih. Talij (težji homolog indija) kaže še močnejši učinek, zaradi česar je oksidacija v talij (I) verjetnejša kot v talij (III),  medtem ko galij (indijev lažji homolog) običajno kaže le +3 stopnjo oksidacije. Tako je sicer talij (III) zmerno močno oksidacijsko sredstvo, indij (III) pa ni, vendar pa so številne indijske (I) spojine pa so močni reducenti.  Energija, potrebna za vključitev s-elektronov v kemično vez, je za indij med kovinami skupine 13 najnižja, vendar pa se energije vezi zmanjšujejo po skupini navzdol, tako da po indiju energija, ki se sprosti pri tvorbi dveh dodatnih vezi in prehodu v stanje +3, ni vedno dovolj, da odtehta energijo, potrebno za vključevanje 5s-elektronov.  Indijev (I) oksid in hidroksid sta bolj bazična, indijev (III) oksid in hidroksid pa bolj kisla. 
Za indij sporočajo o številnih standardnih elektro potencialih, odvisno od preučevane reakcije , kar odraža zmanjšano stabilnost +3 oksidacijskega stanja: 
| In2+ + e−   | ⇌ In+  | E0 = −0.40 V   |
| In3+ + e−   | ⇌ In2+ | E0 = −0.49 V   |
| In3+ + 2 e− | ⇌ In+  | E0 = −0.443 V  |
| In3+ + 3 e− | ⇌ In   | E0 = −0.3382 V |
| In+ + e−    | ⇌ In   | E0 = −0.14 V   |

Kovinski indij ne reagira z vodo, vendar ga močnejši oksidanti, kot so halogeni, oksidirajo v spojine indija (III). Ne tvori borida, silicida ali karbida, hidrid InH3 pa ima v najboljšem primeru prehoden obstoj v eteričnih raztopinah pri nizkih temperaturah in je dovolj nestabilen, da brez koordinacije se spontano polimerizira.  Indij je v vodni raztopini precej bazičen, kaže le rahle amfoterne lastnosti in je v nasprotju s svojimi lažjimi homologi aluminijem in galijem netopen v vodnih alkalnih raztopinah. 

### Izotopi
Indij ima 39 znanih izotopov, katerih masno število je od 97 do 135. Kot prvinska nuklida se naravno pojavita le dva izotopa: indij-113, edini stabilni izotop, in indij-115, ki ima razpolovno dobo 4,41 ×1014  let, kar je štiri velikostne zaporedje večje od starosti vesolja in skoraj 30.000 krat večji od naravnega torija. Razpolovni čas In115 je zelo dolg, ker je razpad beta v 115Sn prepovedan.  Indij-115 predstavlja 95,7% vsega indija. Indij je eden od treh znanih elementov (poleg telurja in renija), pri katerih je stabilni izotop v naravi manj pogosten kot pa njihovi dolgoživi radioizotopi. 
Najstabilnejši umetni izotop je indij-111 z razpolovno dobo približno 2,8 dnevi. Vsi drugi izotopi imajo razpolovni čas pod 5 ur. Indij ima tudi 47 meta-stanj, med katerimi je indij-114m1 (razpolovna doba približno 49,51 dni) najbolj stabilen, stabilnejši od osnovnega stanja katerega od izotopov indija, z izjemo prvotnega izotopa. Vsi razpadajo z izomernim prehodom. Indijevi izotopi, lažji od 115In, pretežno razpadajo z zajemom elektronov ali emisijo pozitrona in tvorijo kadmijeve izotope, drugi indijevi izotopi iz 115In in več pa pretežno razpadajo z razpadom beta-minus v izotope kositra. 

## Spojine

### Indij (III)
Indij (III) oksid, v 2 O 3, nastane, ko indij kovino izgori v zraku ali ko se hidroksid ali nitrat segreva.  In2O3 privzame strukturo, kot jo ima aluminijev oksid, in je amfoteričen, to je lahko reagira tako s kislinami kot bazami. Indij reagira z vodo, da tvori topni indijev (III) hidroksid, ki je prav tako amfoteričen; v reakcijah z alkalijami nastanejo indati (III), s kislinami pa indij (III) soli:
In(OH)3 + 3 HCl → InCl3 + 3 H2O
Znani so tudi analogni seskihalkogenidi z žveplom, selenom in telurjem.  Indij tvori kot pričakovano trihalogenide. Pri kloriranju, bromiranju in jodiranju In nastanejo brezbarvni InCl3, InBr3 in rumeni InI3. Spojine so Lewisove kisline, nekoliko podobne bolj znanim aluminijevim trihalidom. Kot tudi sorodna spojina aluminija je tudi InF3 polimeren. 
Neposredna reakcija indija s pniktogeni povzroči sive ali polmetalne polprevodnike III – V. Mnogi od njih se počasi razgrajujejo v vlažnem zraku, kar zahteva skrbno skladiščenje, da polprevodniške spojine ne pridejo v stik z zrakom. Kisline in alkalije zlahka napadajo indijev nitrid. 

### Indij (I)
Indijeve (I) spojine niso pogoste. Klorid, bromid in jodid so za razliko od matičnih trihalidov, iz katerih so pripravljeni, močno obarvani. Fluorid je znan le kot nestabilna plinasta spojina.  Indijev (I) oksid nastane kot črni prah, ko indijev (III) oksid razpade pri segrevanju na 700 ° C. 

### Druga oksidacijska stanja
Manj pogosto indij tvori spojine v stopnji oksidacije +2 in celo v delnih stopnjah oksidacije. Običajno takšni materiali vsebujejo vezavo In-In, predvsem v halogenidih In2 X4 in [In2 X6 ] 2−,  in različnih subhalkogenidih, kot je In4 Se3.  Znano je, da več drugih spojin združuje indij (I) in indij (III), na primer InI6 (InIIICl6 )Cl3,  InI5 (InIIIBr4) 2(InIIIBr6),  InI InIIIBr4 . 

## Zgodovina
Leta 1863 sta nemška kemika Ferdinand Reich in Hieronymous Theodor Richter preizkušala rudo iz rudnikov okoli Freiberga na Saškem. Minerale pirit, arsenopirit, galen in sfalerit sta raztapljala v klorovodikovi kislini in destiliranem surovem cinkovem kloridu. Reich, ki je bil barvno slep, je Richterja zaposlil kot asistenta, da pomaga odkriti barve spektralnih črt. Ker sta vedela, da rude iz te regije včasih vsebujejo talij, sta iskala zelene linije, značilne za emisijski spekter talija. Namesto tega sta naletela na močno modro črto. Ker se ta modra črta ni ujemala z nobenim znanim elementom, sta zaključila, da mora v mineralih biti prisoten nov element. Elementu sta dala ime indij, po indigovi barvi, ki je videti v njegovem spektru, po latinskem indicum, kar pomeni "Indija".    
Richter je leta 1864 izoliral kovino.  Ingot 0,5 kg (1,1 lb) so predstavili na svetovnem sejmu 1867.  Reich in Richter sta se kasneje sprla, ko je slednji trdil, da je on edini odkritelj. 

## Proizvodnja in razpoložljivost
Indij se proizvaja izključno kot stranski proizvod med predelavo rud drugih kovin. Njegov glavni vir so sulfidne cinkove rude, kjer ga večinoma gosti sfalerit.  Manjše količine se verjetno pridobivajo tudi iz sulfidnih bakrovih rud. Med proizvodnjo cinka z elektroakumulacijo se indij kopiči v ostankih, bogatih z železom. Iz njih ga je mogoče pridobiti na različne načine. Lahko ga dobimo tudi neposredno iz raztopin med postopkom. Nadaljnje čiščenje se opravi z elektrolizo.  Natančen postopek se razlikuje glede na način delovanja topilnice. 
Ker gre za stranski proizvod, pomeni, da je proizvodnjo indija omejuje količina sulfidnih cinkovih (in bakrovih) rud, ki se pridobiva. Zato je treba o njegovi razpoložljivosti razpravljati z vidika možne ponudbe. Nedavne ocene kažejo, da je potencial za dobavo indija najmanj 1300 t / leto iz sulfidnih cinkovih rud in 20 t / leto iz sulfidnih bakrovih rud. Ti podatki so bistveno večji od trenutne proizvodnje (655 ton leta 2016).  Tako bo možno večje povečanje stranske proizvodnje indija v prihodnosti brez bistvenega povečanja proizvodnih stroškov ali cene. Povprečna cena indija v letu 2016 je bila US$ / kg, kar je manj US$ 705 USD / kg v letu 2014. 
Kitajska je vodilna proizvajalka indija (290 ton v letu 2016), sledijo ji Južna Koreja (195 t), Japonska (70 t) in Kanada (65 t).  Rafinerija Teck Resources v Trailu v Britanski Kolumbiji je velik proizvajalec indija z enim virom in ima 32,5 ton v letu 2005, 41,8 ton v letu 2004 in 36.1 ton v letu 2003.
Primarna poraba indija po vsem svetu je proizvodnja LCD. Povpraševanje je od konca devetdesetih do leta 2010 hitro naraščalo s priljubljenostjo LCD računalniških monitorjev in televizijskih sprejemnikov, ki zdaj predstavljajo 50% porabe indija.  Povečana učinkovitost proizvodnje in recikliranje (zlasti na Japonskem) ohranjata ravnovesje med povpraševanjem in ponudbo. Po podatkih UNEP je stopnja recikliranja indija ob koncu življenjske dobe manjša od 1%. 

## Uporabe
Leta 1924 je bilo ugotovljeno, da ima indij cenjeno lastnost stabiliziranja neželeznih kovin, kar je postala prva pomembna uporaba tega elementa.  Prva obsežna aplikacija za indij je bila prevleka ležajev v visokozmogljivih letalskih motorjih med drugo svetovno vojno za zaščito pred poškodbami in korozijo; to dandanes ni več glavna uporaba elementa.  Nove uporabe so našli v topljivih zlitinah, spajkah in elektroniki. V petdesetih letih so za emiterje in kolektorje v PNP-tranzistorjih uporabljali drobne kroglice indija. V sredini in poznih osemdesetih letih 20. stoletja je razvoj polprevodnikov indij-fosfida in tankih filmov indijevega oksid-oksida za prikazovalnike s tekočimi kristali (LCD) vzbudil veliko zanimanja. Do leta 1992 je tanek film postal največja končna uporaba.
Indijev (III) oksid in indij kositrov oksid (ITO) se uporabljata kot prozorna prevodna prevleka na steklenih podlagah v elektroluminiscentnih ploščah.  Indij-kositrov oksid se uporablja kot svetlobni filter pri nizkotlačnih žarnicah z natrijevim hlapi. 
Indij ima veliko polprevodniških aplikacij. Nekatere indijeve spojine, kot sta indijev antimonid in indijev fosfid,  so polprevodniki s koristnimi lastnostmi: en predhodnik je običajno trimetil indij (TMI), ki se uporablja tudi kot polprevodniški dopant v sestavljenih polprevodnikih II – VI.  InAs in InSb se uporabljata za nizkotemperaturne tranzistorje, InP pa za visokotemperaturne tranzistorje.  Kompozitna polprevodnika InGaN in InGaP se uporabljata v svetlečih diodah (LED) in laserskih diodah.  Indij se v fotovoltaiki uporablja kot polprevodniški bakreni indij galijev selenid (CIGS), ena od vrst materialov za tankoplastne sončne celice druge generacije.  Indij se uporablja v PNP bipolarnih tranzistorjih z germanijem : če se spajka pri nizki temperaturi, indij ne obremenjuje germanija. 
Indijska žica se uporablja kot vakuumsko tesnilo in toplotni prevodnik v kriogeniki in ultra-visokem vakuumu, v proizvodnih aplikacijah, kot so tesnila, ki se deformirajo, da zapolnijo vrzeli.  Indij je sestavina zlitine galinstan (galij – indij – kositer) ki je pri sobni temperaturi tekoča in v nekaterih termometrih nadomešča živo srebro.  Druge indijske zlitine z bizmutom, kadmijem, svincem in kositrom, ki imajo višja, vendar še vedno nizka tališča (med 50 in 100 ° C), se uporabljajo v protipožarnih sistemih in regulatorjih toplote. 
Indij je eden od mnogih nadomestkov živega srebra v alkalnih baterijah, ki preprečuje, da bi cink korodiral in sproščal vodikov plin.  Nekaterim zobnim amalgamskim zlitinam dodamo indij, da zmanjšamo površinsko napetost živega srebra in omogočimo manj živega srebra in lažje združevanje. 

## Biološka vloga in previdnostni ukrepi
Ljudje so lahko izpostavljeni indiju na delovnem mestu z vdihavanjem, zaužitjem, stikom s kožo in očmi. Indijska pljuča je pljučna bolezen, za katero je značilna pljučna alveolarna proteinoza in pljučna fibroza, ki so jo leta 2003 prvič opisali japonski raziskovalci. Po 2010 je opisanih 10 primerov, čeprav je več kot 100 indijskih delavcev dokumentiralo abnormalnosti pri dihanju. 